# Tarde en Karl Johan
[[Categoría:Cuadros de {{{3}}}]]
Tarde en Karl Johan ( en noruego: Aften på Karl Johan) es una pintura al óleo de 1892 del artista noruego Edvard Munch. La pintura pertenece al museo Kode de Bergen.

## Descripción
Tarde en Karl Johan es parte de la serie de aproximadamente 20 pinturas llamadas La crisis de la vida y que pretende representar la ansiedad y oscura vida mecanicista del hombre moderno. La pintura muestra a los transeúntes caminando por la puerta de Karl Johan, la calle principal de la ciudad, en Cristianía, hoy Oslo. Ya es de noche y hay luz en las ventanas. La mayor parte de los hombres llevan sombrero de copa y las mujeres sombreros ligeros de paja con cintas. Los rostros son inexpresivos, con ojos muy abiertos, enfermizamente pálidos. A la derecha de la imagen se ve el edificio Storting.

## Tema
Munch pintó un motivo similar ya en 1890, en Día de primavera en Karl Johan, en un estilo más ligero e impresionista. Esta pintura también se exhibe en el Museo Kode de Bergen. Ahora la perspectiva muestra la calle en dirección opuesta y en un ambiente nocturno, más oscuro. La obra anuncia el nuevo estilo en que Munch busca expresar emoción o shock, sin que el espectador conozca los antecedentes del evento. Es un claro precedente de su trabajo más conocido, El grito (1893). Aquí los rostros congelados de miedo permanecen en silencio, por lo que parecen aún más aterradores. La idea de los rostros como máscaras probablemente la tomó de James Ensor, que podría haber conocido en un viaje anterior a Bruselas, mientras la composición y colores planos recuerdan a Paul Gauguin.

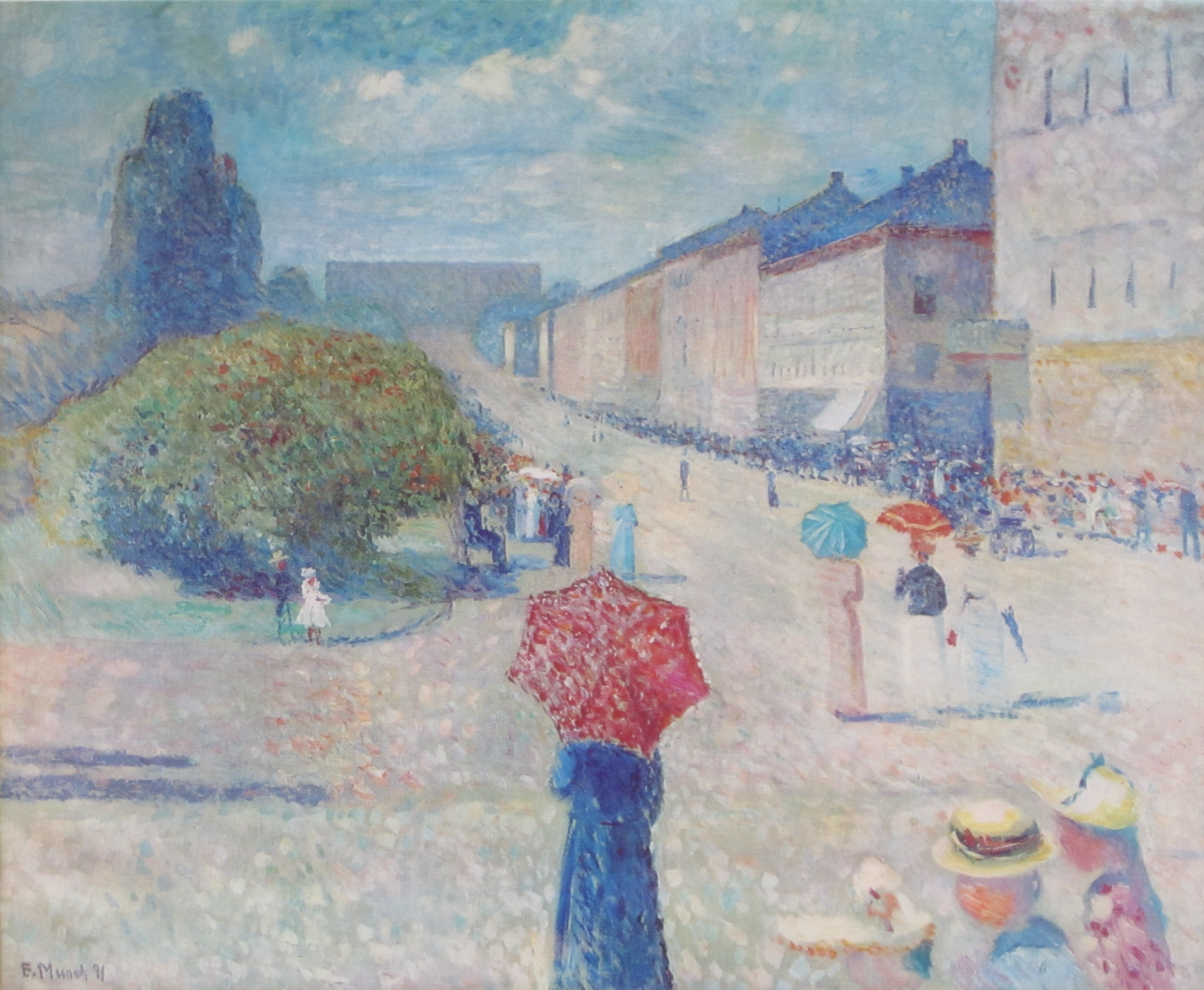
Día de primavera en Karl Johan (1890), también en el Museo Kode

El motivo es sugerido en el diario de Munch donde en 1889 escribió sobre una experiencia en que "Todas las personas que pasaban parecían extrañas, y le pareció que le miraban, mirándolo, todas esas caras, miradas a la luz del atardecer, trató de aferrarse a un pensamiento, pero no pudo, tuvo una sensación de vacío total en su cabeza, y luego intentó fijar la mirada en una ventana en lo alto, luego los transeúntes lo molestaron nuevamente, tembló por todas partes y el sudor corrió por él." Una experiencia similar tuvo durante su tiempo en París: "Estaba otra vez afuera en el azul Boulevard de les Italiens con las mil caras extrañas que se veían fantasmales bajo la luz eléctrica." En el cuadro, la solitaria y oscura figura a la derecha en dirección opuesta a la gente de la izquierda, probablemente represente al mismo Munch enfrentado a esa multitud de desconocidos que le aterra.

## Recepción
Munch presentó el cuadro en septiembre de 1892 en su segunda exposición especial en Tostrupgarden, en Cristianía. La revista Morgenbladet la calificó como "Una imagen francamente loca". Críticos y espectadores tildaron tanto a las obras como a los autores de "enfermos". Sin embargo, Munch la apreciaba mucho y la incluyó en su Friso de la vida, una colección de imágenes sobre la vida, la muerte y el amor. En 1909, el coleccionista noruego Rasmus Meyer adquirió la pintura, formando parte de su colección pública en Bergen desde 1924.